# Mad Mill
Mad Mill is een frisbee in het Nederlandse attractiepark Duinrell.
De capaciteit van de in 2001 geopende attractie Mad Mill komt op circa 550 personen per uur te liggen, met een maximum van 40 personen per rit.
Er bestaan verschillende rit programma's welke verschillen in intensiteit en duur. Het principe van het rit verloop is altijd hetzelfde.
Tijdens de rit draait het platform waar de bezoekers op zitten om zijn eigen as, terwijl de arm waar het platform aan bevestigd zit heen en weer zwaait als een schommelschip. Er kan een hoogte van circa twintig meter bereikt worden.
Om veiligheidsredenen dient de lengte van elke bezoeker tussen de 140 cm en 195 cm te zijn.

## Incident
Op 14 april 2007 is een deel van de attractie Mad Mill ingestort. Er vielen geen gewonden, aangezien het op dat moment erg rustig was in het park.